# Учредительное собрание Грузии
Учредительное собрание Грузии (груз. საქართველოს დამფუძნებელი კრება, sak’art’velos damp’udznebeli kreba) — национальный законодательный орган Грузинской Демократической Республики, который был избран в феврале 1919 года для ратификации Акта о независимости Грузии и принятия Конституции 1921 года. Собрание оставалось активным до своего роспуска после советизации Грузии в 1921 году.

## Выборы
После Октябрьской революции 1917 года Грузия вышла из состава Российской империи, войдя 9 апреля 1918 года в состав Закавказской Демократической Федеративной Республики. Но уже 26 мая 1918 года Грузия была провозглашена суверенной республикой, в этот день грузинский национальный совет анонимно принял Акт о независимости Грузии. В октябре 1918 года Совет объявил себя временным парламентом и начал подготовку к общенациональным выборам в законодательные органы-единственным всеобщим выборам в досоветской Грузии.
Учредительное собрание было избрано на свободных и прямых выборах, состоявшихся с 14 по 17 февраля 1919 года, для ратификации Акта о независимости и принятия Конституции Республики. На выборах боролись 15 политических партий, и их результаты стали триумфом Социал-демократической партии (меньшевиков) и её лидеров. Они получили 109 мест из 130 в Учредительном собрании. Национально-демократическая партия Грузии (НДП) получила 8 мест, Социал-федералистская партия Грузии (СФС) — 8 и Социалистическо-революционная партия Грузии (СРС) — 5 мест, образовав соответственно четыре основные фракции и две дополнительные фракции — Национальную партию и Дашнакцутюн.
Социал-демократ Николай Чхеидзе был избран президентом, Эквтиме Такаишвили от Национально-демократической партии Грузии и Самсон Пирцхалава и Симон Мдивани от Социал-федералистской партии Грузии — вице-президентами. 21 марта 1919 года собрание избрало Ноя Жордания главой правительства и он сформировал новый кабинет министров.

## Законодательная деятельность
За два года существования Учредительное собрание Грузии приняло 126 закона, в частности по вопросам гражданства, местным выборам, обороноспособности страны, сельскому хозяйству, судебной системе, об политических и административных мерах в интересах этнических меньшинств, национальной системе народного образования и ряд других законов и нормативных актов по бюджетно-финансовой/денежно-кредитной политике, грузинской железной дороге, торговле и внутреннем производстве и т. д. В июле 1919 года Собрание учредило Сенат, члены которого должны были быть избраны законодательным органом страны для «надзора за соблюдением и защитой законов и обеспечения их строгого соблюдения всеми организациями, лицами и органами местного самоуправления». Сенат по существу был апелляционным судом, но также имел право отменить любое правительственное решение, противоречащее закону, и рассматривать жалобы на суды.

## Роспуск Учредительного Собрания
Озабоченное непростыми внешними отношениями и внутренними проблемами в годы Гражданской войны в России, грузинское правительство не смогло в полной мере реализовать на практике прогрессивную программу, заложенную в законодательстве. К началу 1921 года Учредительное собрание разработало первую Конституцию Грузии, которая была принята уже после вторжения Красной Армии 21 февраля 1921 года, когда на окраинах Тбилиси, уже шли бои.
25 февраля Учредительное Собрание эвакуировалось из Тбилиси сначала в Кутаиси, а затем в Батуми, где 21 марта 1921 года прошло его последнее заседание, на котором было приказано правительству республики покинуть страну. 24 марта 1921 года революционный комитет Грузии, временная администрация, созданная большевиками, объявил Учредительное Собрание распущенным.